# Alberto Moleiro
Alberto Moleiro, né le 30 septembre 2003 à Santa Cruz de Tenerife (Espagne), est un footballeur espagnol qui évolue au poste de milieu offensif à Villarreal CF.

## Biographie

### En club

#### UD Las Palmas
Né à Santa Cruz de Tenerife en Espagne, Alberto Moleiro commence le football au CD Sobradillo avant d'être formé par l'UD Las Palmas.
Il joue son premier match en professionnel lors la première journée de la saison 2021-2022 de deuxième division espagnole face au Real Valladolid, le 15 août 2021. Il entre en jeu en cours de partie à la place de Maikel Mesa ce jour-là, et les deux équipes se séparent sur un match nul (1-1),. Moleiro inscrit son premier but en professionnel le 11 septembre suivant, lors d'une rencontre de championnat face à l'UD Ibiza. Il entre en jeu à la place d'Adalberto Peñaranda et marque le but égalisateur, permettant aux siens d'obtenir le point du match nul (1-1 score final),.

#### Villarreal CF
Le 17 juin 2025, Alberto Moleiro s'engage avec le Villarreal CF. Il signe un contrat d'une durée de cinq ans, soit jusqu'en juin 2030. Le montant du transfert est estimé à environ 16 millions d’euros.

### En sélection nationale
Alberto Moleiro représente l'équipe d'Espagne des moins de 19 ans depuis 2021. Il marque son premier but avec cette sélection le 13 novembre 2021, lors de la large victoire de son équipe contre l'Azerbaïdjan (6-0 score final).
En septembre 2022, Alberto Moleiro est convoqué pour la première fois avec l'équipe d'Espagne espoirs.

## Statistiques
| Saison                | Club                  | Championnat           | Championnat | Championnat | Championnat | Coupe(s) nationale(s) | Coupe(s) nationale(s) | Coupe(s) nationale(s) | Compétition(s) continentale(s) | Compétition(s) continentale(s) | Compétition(s) continentale(s) | Compétition(s) continentale(s) | Plays-off | Plays-off | Plays-off | Total | Total | Total |
| Saison                | Club                  | Division              | M.          | B.          | P.d.        | M.                    | B.                    | P.d.                  | Comp.                          | M.                             | B.                             | P.d.                           | M.        | B.        | P.d.      | M.    | B.    | P.d.  |
| 2021-2022             | UD Las Palmas         | LaLiga2               | 35          | 3           | 1           | 1                     | 0                     | 0                     | -                              | -                              | -                              | -                              | 2         | 0         | 0         | 38    | 3     | 1     |
| 2022-2023             | UD Las Palmas         | LaLiga2               | 40          | 0           | 8           | 2                     | 0                     | 0                     | -                              | -                              | -                              | -                              | -         | -         | -         | 42    | 0     | 8     |
| 2023-2024             | UD Las Palmas         | LaLiga                | 28          | 3           | 3           | 3                     | 1                     | 1                     | -                              | -                              | -                              | -                              | -         | -         | -         | 31    | 4     | 4     |
| 2024-2025             | UD Las Palmas         | LaLiga                | 35          | 6           | 1           | 1                     | 0                     | 0                     | -                              | -                              | -                              | -                              | -         | -         | -         | 36    | 6     | 1     |
| Sous-total            | Sous-total            | Sous-total            | 138         | 12          | 13          | 7                     | 1                     | 1                     | -                              | -                              | -                              | -                              | 2         | 0         | 0         | 147   | 13    | 14    |
| 2025-2026             | Villarreal CF         | LaLiga                | 1           | 0           | 0           | -                     | -                     | -                     | C1                             | -                              | -                              | -                              | -         | -         | -         | 1     | 0     | 0     |
| Total sur la carrière | Total sur la carrière | Total sur la carrière | 139         | 12          | 13          | 7                     | 1                     | 1                     | -                              | -                              | -                              | -                              | 2         | 0         | 0         | 148   | 13    | 14    |